# Do Contrato Social
Do Contrato Social ou O Contrato Social (em francês:  Du Contrat Social ou Principes du droit politique, lit. "Do contrato social ou princípios do direito político") é uma obra do escritor suíço Jean-Jacques Rousseau, considerada por muitos como uma de suas obras-primas; parte de uma obra mais extensa, as Instituições Políticas, que, por não ter sido completada, teve suas partes menos importantes destruídas pelo autor. Trecho "mais considerável" e "menos indigno de ser oferecido ao público" (segundo Rousseau, na "Advertência" de "Do Contrato Social").
Nesta obra, Rousseau expõe a sua noção de contrato social, que difere muito das de Hobbes e Locke: para Rousseau, o homem é naturalmente bom, sendo a sociedade, instituição regida pela política, a culpada pela "degeneração" dele. O contrato social para Rousseau é um acordo entre indivíduos para se criar uma sociedade, e só então um Estado, isto é, o contrato é um pacto de associação, não de submissão.

## A obra
No primeiro livro da obra, Jean-Jacques Rousseau passa em exame as principais questões da vida política. Sua principal preocupação já se expõe na primeira frase do primeiro capítulo deste livro: O homem nasce livre, e por toda a parte encontra-se acorrentado. Nesse sentido, Rousseau começa Do contrato social questionando o motivo de os homens viverem sob os grilhões da vida em sociedade, do porquê de os homens abandonarem o estado de natureza, uma vez que todos nascem homens e livres.
A ordem social seria, para Rousseau, um direito sagrado fundado em convenções, portanto, não-natural. O objeto de estudo deste livro é, em geral, quais seriam estas convenções. A primeira forma de sociedade, portanto o que mais se aproxima de uma sociedade "natural", seria a família. Por ser o que mais se aproxima de uma forma natural de sociedade, a família serve como primeiro modelo de sociedade política: o pai representado pelo chefe, os filhos pelo povo. Mas o direito do pai sobre o filho cessa assim que este atinge a idade da razão e torna-se senhor de si. A distinção entre sociedade familiar/sociedade política se dá, principalmente, no fato de o pai se ligar ao filho por amor, e o chefe por prazer em mandar.
À questão do direito do mais forte, Rousseau responde que: ceder à força constitui ato de necessidade, não de vontade; quando muito, ato de prudência. Em que sentido poderá representar um dever?, ou seja, a força difere do direito porque pode se impor, mas não obrigar. Assim, para Rousseau, Força é diferente de Direito - o último é um conceito moral, fundado na razão, enquanto a força é um fato. Por isso não há direito (nem contrato) na submissão de um homem pela força. Nenhum homem aliena sua liberdade gratuitamente a um outro - tampouco um povo a um indivíduo. A Escravidão não tem sentido para Rousseau, porque para o autor, o homem depende da liberdade: a liberdade é condição necessária da condição humana. Por isso, ele afirma que renunciar à liberdade é renunciar à qualidade de homem, aos direitos da humanidade, e até aos próprios deveres. Não há recompensa possível para quem a tudo renuncia. Ao falar de como é sempre preciso remontar a uma convenção anterior (Cap. V), Rousseau conclui que a submissão de um povo a um rei só pode vir depois da constituição do próprio povo, ou seja, antes de um contrato de submissão, é necessário um contrato de associação, visto que, em estado de natureza, os homens não estão associados. A constituição do Povo, ou a associação das vontades individuais depende do Pacto Social. Ainda neste mesmo capítulo, Rousseau cita sua não tão célebre, mas igualmente forte frase, alegando que "uma revolução não é feita com leite de rosas", mostrando que a condição do homem, enquanto pessoa, e não objeto, apenas mudará a partir da conscientização política e económica.
Pierre Burgelin assim resume o pensamento de Rousseau em seu prefácio à obra:
 "O homem original é uma espécie de animal tranquilo, movido por poucas necessidades, indiviso, sem coerção e, consequentemente, feliz, ligado apenas ao presente. Mas permanece "estúpido e limitado". Ora, segundo sua natureza, ele também é perfectível, portanto chamado a se desenvolver. Aqui intervém a sociedade: apenas ela permite que se adquira a palavra, a memória, as ideias, os sentimentos, a consciência moral, em suma, as luzes. Infelizmente, essa educação dos homens foi feita ao acaso, sem princípios, sem reflexão, sem respeito pela ordem natural. O resultado é um estado em que as necessidades do homem se multiplicam, em que ele não as pode satisfazer sem o outro: torna-se cada vez mais fraco, cada vez mais dividido e preocupado, cada vez menos livre. vive num estado de "agregação", onde cada um pensa em primeiro lugar em si mesmo, luta a fim de se fazer reconhecer e dominar. Para sobreviver é preciso fazer-se aceitar, submeter-se ou impor-se, portanto preocupar-se com a opinião dos outros. Esta é a pior escravidão: precisamos dissimular o que somos, parecer o que não somos. O homem natural se destrói sem se realizar, um eu fictício vai formando-se aos poucos e substitui nosso verdadeiro eu. Todos ficam divididos e infelizes, e acabam se acomodando com seus grilhões".
 O livro revela ao definir a vontade geral como a união das vontades individuais um avanço rumo a um Estado laico.

## Resumo

### Capítulo 1 – Objeto deste primeiro livro
Neste capítulo, o autor fornece uma introdução sobre o assunto mencionado no livro que é a relação entre o direito de vida ou morte e a escravidão. Rousseau indaga porque um homem nascido livre se torna um escravo. Tentando quase se matar.

### Capítulo 2 – Das primeiras sociedades
Aqui o autor descreve a primeira ordem social. A família, que não dura muito, pois é perdida quando os filhos obtêm suas independências.

### Capitulo 3 – Do direito do mais forte
Rousseau discorre sobre o poder do mais forte. Na maioria das vezes o mais forte nem sempre tem força o bastante para segurar esse poder. Rousseau descreve então as falhas e os buracos desse modo de pensamento. O mais comum é que o senhor tenha o direito de governar e os súditos tenham o dever inquestionável de obedecer. Mas que direito é esse que depende da força? A partir do momento em que se cessa a força, a obediência também cessa. Conclui-se que “a força não faz o direito e que só se é obrigado a obedecer aos poderes legítimos”. Nessa parte que ele disserta também sobre a relação de mútua causalidade entre democracia direta e igualdade social entre os cidadãos, sendo este capítulo o principal que inspira a fase jacobina da Revolução Francesa.

### Capítulo 4 – Da escravidão
Neste capítulo, o assunto tratado é a escravidão. Se a força de um homem sobre outro não é legítima, sobra somente o poder legítimo. A escravidão seria legítima, pois foi com razão que o escravo se tornou um escravo? Não. A escravidão não pode ser legítima, pelo menos não para uma população inteira. Se uma pessoa pode se tornar escravo por vontade própria, por que populações não o podem também? Porque uma pessoa se torna escrava em troca de subsistência. Já uma população, quando se torna escrava, perdendo sua liberdade, também perde seus bens que passa-os para o imperador. Nenhuma população aceitaria isso o que torna a escravidão de uma população ilegítima.
No entanto a escravidão de indivíduos é aceite, por exemplo, na guerra, quando um vencedor toma direito sobre a vida do vencido. Mas, Rousseau afirma que a escravidão se baseia no direito de vida ou morte e este direito de vida ou morte se baseia na escravidão, criando um círculo vicioso.

### Capítulo 5 – De como sempre é preciso remontar a uma primeira convenção
Aqui o autor separa uma agregação de um senhor e seus escravos e uma população e seu imperador. Aqui ele remete à lei do mais forte. Para um povo se entregar a um rei, é necessário que ele seja aprovado. No caso de não unanimidade, como seria definida a votação? Poderia ser maioria de votos? Ou número de votos, sendo que alguns votos contam mais que outros. Para essas escolhas é necessária uma convenção anterior, que é a base deste capítulo.

### Capítulo 6 – Do pacto social
Neste capítulo, o autor mostra como se formou um primeiro pacto social. Quando os homens não tinham mais a capacidade de subsistência individual, precisaram se unir e agregar-se. Formou-se assim o primeiro pacto social. A partir desse momento o homem passou do estado natural para o estado civil. O contrato social deve procurar uma agregação que defenda e proteja com toda a força os bens, direitos e interesses de todos os indivíduos na agregação. Este contrato então acaba por ter somente uma cláusula: a alienação de todos os indivíduos e mantê-los iguais. Rousseau resume o pacto social a: cada um de nós põe em comum sua pessoa e todo o seu poder sob a suprema direção da vontade geral; e recebemos, coletivamente, cada membro como parte indivisível do todo.

### Capítulo 7 – Do soberano.
Quando se elege um soberano, que pode tanto ser um indivíduo como um corpo político, estabelece-se uma relação entre os povos e o soberano. Cada um deve ajudar ao outro.
Já a população pode ter conflitos. Cada indivíduo pode ter seu próprio interesse, pois o soberano não pode apagar o interesse do indivíduo.
Mas o que acontece quando um súdito tem interesses diferentes do soberano, ele irá ter direitos sem sofrer os deveres que outros devem sofrer, o que fará ser injusto, qualidade que os indivíduos não querem alcançar. Resumindo, o contrato acaba forçando a serem livres.

### Capítulo 8 – Do estado civil
Quando o homem passa do estado natural para o civil, várias mudanças ocorrem. Ele substitui o instinto pela justiça e adiciona moral à sua conduta. O homem perde sua liberdade natural e o direito a tudo que puder alcançar. E ganha a liberdade civil, que é limitada pela vontade geral, e impossibilidade de passar sobre os direitos de outro indivíduo.

### Capítulo 9 – Do domínio real
Cada indivíduo de uma comunidade entrega-se a ela com todas as forças. A posse não muda de mãos na verdade é a força da comunidade que aumenta.
Todo homem tem direito ao que lhe é necessário, mas o ato positivo, que o torna proprietário de qualquer bem, o exclui de tudo o mais. Não deve se preocupar com nada além de sua parte.
Para legitimar o direito de primeiro ocupante é necessário que o terreno estivesse vazio, que dele só se ocupe o necessário. O autor critica ao dizer que atribuir o direito de primeiro ocupante ao trabalho e à necessidade é passar dos limites. Indaga se não seria possível estipular limites para o direito?
Rousseau diz que ao se dominar um território, o imperador fica mais seguro de dominar seus habitantes. E termina o capítulo mostrando algumas relações entre os direitos de cada indivíduo e os direitos de um homem numa comunidade
O pacto fundamental substitui, ao contrário, por uma igualdade moral e legítima aqui que a natureza traria de desigualdade física entre os homens.